# جایزه بزرگ آلمان ۱۹۵۶
جایزه بزرگ آلمان ۱۹۵۶ (انگلیسی: ‎1956 German Grand Prix‎) یک مسابقهٔ موتوری در رشتهٔ اتومبیل‌رانی فرمول یک بود که در تاریخ ۵ اوت ۱۹۵۶ در نوربورگ‌رینگ واقع در نوربورگ، آلمان غربی برگزار شد. این گراند پری در میان ۸ گراند پری در فصل ۱۹۵۶، مسابقهٔ شمارهٔ ۷ بود.
در این مسابقه که در ۲۲ دور و به مسافت ۵۰۱٫۸۲۰ کیلومتر (۳۱۱٫۸۱۶ مایل) برگزار شد، پول پوزیشن توسط خوان مانوئل فانخیو کسب شد و سریع‌ترین زمان برای طی یک دور پیست که برابر با ۹:۴۱٫۶ بود نیز توسط خوان مانوئل فانخیو به ثبت رسید.
خوان مانوئل فانخیو از تیم فراری، استیرلینگ ماس از تیم مازراتی و ژان بهرا از تیم مازراتی به‌ترتیب مقام‌های اول تا سوم مسابقه را کسب کردند.

## رده‌بندی قهرمانی پس از مسابقه
| رده‌بندی قهرمانی رانندگان \| \| جایگاه \| راننده \| امتیاز \| \| -------- \| ------ \| ------------------ \| ------ \| \| ۱ \| ۱ \| خوان مانوئل فانخیو \| ۳۰ \| \| ۱ \| ۲ \| پیتر کالینز \| ۲۲ \| \| \| ۳ \| ژان بهرا \| ۲۲ \| \| \| ۴ \| استیرلینگ ماس \| ۱۹ \| \| \| ۵ \| پت فلاهرتی \| ۸ \| \| منبع:[۱] \| \| \| \| |        |                    |        |
| | جایگاه | راننده             | امتیاز |
| ۱ | ۱      | خوان مانوئل فانخیو | ۳۰     |
| ۱ | ۲      | پیتر کالینز        | ۲۲     |
| | ۳      | ژان بهرا           | ۲۲     |
| | ۴      | استیرلینگ ماس      | ۱۹     |
| | ۵      | پت فلاهرتی         | ۸      |
| منبع: |        |                    |        |

یادداشت
- تنها پنج جایگاه نخست از هر رده‌بندی نمایش داده شده‌است.